# Piragüismo en las Olimpiadas de verano de 2000 – Slalom femenino K-1
Los resultados de la competición femenina de piragüismo en eslalon K-1 en los Juegos Olímpicos de Sídney de 2000. El evento K-1 (kayak individual) se realiza en kayak de una persona a través de un recorrido de aguas bravas. La sede de la competición olímpica de 2000 fue el estadio Penrith Whitewater.

## Medallistas
| Oro                       | Plata                 | Bronce                 |
| Štěpánka Hilgertová (CZE) | Brigitte Guibal (FRA) | Anne-Lise Bardet (FRA) |

## Resultados

### Calificación
Cada una de las 20 competidoras realizó dos carreras en la pista de eslalon de aguas bravas el 17 de septiembre. La puntuación combinada de ambas carreras contó para la competición y las 15 primeras avanzaron a la ronda final al día siguiente.
| Ranking | Nombre                   | Nación                | Carrera 1 | Carrera 1 | Carrera 1 | Carrera 2 | Carrera 2 | Carrera 2 | Resultados |
| Ranking | Nombre                   | Nación                | Tiempo    | Puntos    | Total     | Tiempo    | Puntos    | Total     | Total      |
| ------- | ------------------------ | --------------------- | --------- | --------- | --------- | --------- | --------- | --------- | ---------- |
| 1       | Elena Kaliská            | Eslovaquia (SVK)      | 141.58    | 0         | 141.58    | 139.32    | 4         | 143.32    | 284.90     |
| 2       | Štěpánka Hilgertová      | República Checa (CZE) | 143.56    | 0         | 143.56    | 141.51    | 0         | 141.51    | 285.07     |
| 3       | Irena Pavelková          | República Checa (CZE) | 144.47    | 2         | 146.47    | 142.07    | 2         | 144.07    | 290.54     |
| 4       | Brigitte Guibal          | Francia (FRA)         | 145.67    | 2         | 147.67    | 140.95    | 4         | 144.95    | 292.62     |
| 5       | Gabriela Stacherová      | Eslovaquia (SVK)      | 148.55    | 0         | 148.55    | 146.38    | 0         | 146.38    | 294.93     |
| 6       | Rebecca Giddens          | Estados Unidos (USA)  | 144.48    | 4         | 148.48    | 146.13    | 2         | 148.13    | 296.61     |
| 7       | Mandy Planert            | Alemania (GER)        | 147.96    | 4         | 151.96    | 144.43    | 2         | 146.43    | 298.39     |
| 8       | Susanne Hirt             | Alemania (GER)        | 151.29    | 4         | 155.29    | 141.65    | 2         | 143.65    | 298.94     |
| 9       | Sandra Friedli           | Suiza (SUI)           | 148.89    | 2         | 150.89    | 145.12    | 10        | 155.12    | 306.01     |
| 10      | Violetta Oblinger-Peters | Austria (AUT)         | 147.71    | 2         | 149.71    | 154.77    | 4         | 158.77    | 308.48     |
| 11      | Anne-Lise Bardet         | Francia (FRA)         | 148.90    | 6         | 154.90    | 152.18    | 2         | 154.18    | 309.08     |
| 12      | María Eizmendi           | España (ESP)          | 154.02    | 6         | 160.02    | 149.15    | 2         | 151.15    | 311.17     |
| 13      | Laura Blakeman           | Reino Unido (GBR)     | 151.47    | 4         | 155.47    | 148.00    | 8         | 156.00    | 311.47     |
| 14      | Danielle Woodward        | Australia (AUS)       | 153.49    | 8         | 161.49    | 148.31    | 4         | 152.31    | 313.80     |
| 15      | Margaret Langford        | Canadá (CAN)          | 157.55    | 6         | 163.55    | 146.96    | 4         | 150.96    | 314.51     |
| 16      | Cristina Giai Pron       | Italia (ITA)          | 153.34    | 4         | 157.34    | 158.55    | 6         | 164.55    | 321.89     |
| 17      | Nada Mali                | Eslovenia (SLO)       | 157.26    | 6         | 163.26    | 156.19    | 6         | 162.19    | 325.45     |
| 18      | Eadaoin Ní Challarain    | Irlanda (IRL)         | 159.93    | 8         | 167.93    | 157.56    | 6         | 163.56    | 331.49     |
| 19      | Beata Grzesik            | Polonia (POL)         | 152.80    | 56        | 208.80    | 145.58    | 2         | 147.58    | 356.38     |
| 20      | Florence Fernandes       | Portugal (POR)        | 171.65    | 56        | 227.65    | 160.10    | 2         | 162.10    | 389.75     |

### Final
15 competidoras realizaron dos carreras cada una por la pista de eslalon de aguas bravas el 18 de septiembre. La puntuación combinada de ambas carreras contaron para el evento.
| Ranking | Nombre                   | Nación                | Carrera 1 | Carrera 1 | Carrera 1 | Carrera 2 | Carrera 2 | Carrera 2 | Result |
| Ranking | Nombre                   | Nación                | Tiempo    | Puntos    | Total     | Tiempo    | Puntos    | Total     | Total  |
| ------- | ------------------------ | --------------------- | --------- | --------- | --------- | --------- | --------- | --------- | ------ |
| 1       | Štěpánka Hilgertová      | República Checa (CZE) | 125.21    | 0         | 125.21    | 121.83    | 0         | 121.83    | 247.04 |
| 2       | Brigitte Guibal          | Francia (FRA)         | 122.98    | 2         | 124.98    | 124.90    | 2         | 126.90    | 251.88 |
| 3       | Anne-Lise Bardet         | Francia (FRA)         | 125.77    | 0         | 125.77    | 129.00    | 0         | 129.00    | 254.77 |
| 4       | Elena Kaliská            | Eslovaquia (SVK)      | 126.68    | 0         | 126.68    | 125.27    | 4         | 129.27    | 255.95 |
| 5       | Irena Pavelková          | República Checa (CZE) | 127.31    | 2         | 129.31    | 126.80    | 0         | 126.80    | 256.11 |
| 6       | Mandy Planert            | Alemania (GER)        | 124.03    | 2         | 126.03    | 129.82    | 2         | 131.82    | 257.85 |
| 7       | Rebecca Giddens          | Estados Unidos (USA)  | 127.26    | 2         | 129.26    | 127.43    | 2         | 129.43    | 256.69 |
| 8       | Danielle Woodward        | Australia (AUS)       | 128.58    | 4         | 132.58    | 129.31    | 0         | 129.31    | 261.89 |
| 9       | Sandra Friedli           | Suiza (SUI)           | 125.79    | 2         | 127.79    | 128.51    | 6         | 134.51    | 262.30 |
| 10      | Susanne Hirt             | Alemania (GER)        | 129.08    | 2         | 131.08    | 132.93    | 2         | 134.93    | 266.01 |
| 11      | Gabriela Stacherová      | Eslovaquia (SVK)      | 134.02    | 0         | 134.02    | 132.61    | 2         | 134.61    | 268.63 |
| 12      | Laura Blakeman           | Reino Unido (GBR)     | 134.91    | 2         | 136.91    | 136.80    | 0         | 136.80    | 273.71 |
| 13      | Margaret Langford        | Canadá (CAN)          | 136.82    | 4         | 140.82    | 129.32    | 4         | 133.32    | 274.14 |
| 14      | María Eizmendi           | España (ESP)          | 134.97    | 2         | 136.97    | 135.58    | 4         | 139.58    | 276.55 |
| 15      | Violetta Oblinger-Peters | Austria (AUT)         | 143.64    | 2         | 145.64    | 134.65    | 2         | 136.65    | 282.29 |